# Ephemerum conicum
Ephemerum conicum là một loài rêu trong họ Ephemeraceae. Loài này được Müll. Hal. mô tả khoa học đầu tiên năm 1879.